# Neocosmospora boninensis
Neocosmospora boninensis är en svampart som beskrevs av Udagawa, Y. Horie & P.F. Cannon 1989. Neocosmospora boninensis ingår i släktet Neocosmospora och familjen Nectriaceae.   Inga underarter finns listade i Catalogue of Life.